# 26808 Takeoroumon
26808 Takeoroumon este o planetă minoră (asteroid) din centura de asteroizi. A fost descoperită pe 14 noiembrie 1982 la Kiso Observatory⁠(d) de Hiroki Kosai⁠(d) și a fost numită după Takeo Onsen Tower Gate⁠(d). 
Obiectul prezintă o orbită caracterizată de o semiaxă mare de 2,5355248 UAi, o excentricitate de 0,14, o înclinație de 3,88272 ° în raport cu ecliptica.